# Rak pęcherzykowy tarczycy
Rak pęcherzykowy tarczycy (łac. carcinoma folliculare glandulae thyroideae) – rodzaj raka tarczycy. Należy do raków wysoce zróżnicowanych, pochodzących od komórek pęcherzykowych tarczycy . Cechuje go powolny wzrost i dobre rokowanie. 

## Obraz kliniczny
Niekiedy pierwszym zauważalnym objawem jest powiększenie węzłów chłonnych szyjnych, co świadczy o obecności przerzutów miejscowych do struktur szyi. Charakteryzuje się powolną progresją. W przypadkach, kiedy nie jest leczony, zawsze prowadzi do zgonu. Śmierć następuje bezpośrednio na drodze niewydolności oddechowej, spowodowanej obecnością przerzutów nowotworowych do miąższu płuc, lub poprzez niedrożność górnych dróg oddechowych, spowodowanych przez ucisk rozrastającej się masy guza.
Komórki raka pęcherzykowego mogą ulegać przekształceniu do raka anaplastycznego.

## Diagnostyka
Podstawą do rozpoznania raka jest BACC (biopsja aspiracyjna cienkoigłowa celowana) oraz badanie histopatologiczne. W niektórych przypadkach klinicznych rozpoznaje się go dopiero podczas operacji tarczycy, wykonywanej z innej, nienowotworowej przyczyny. Metodami obrazowymi służącymi do diagnostyki raka pęcherzykowego tarczycy są: USG, scyntygrafia z zastosowaniem jodu-131, tomografia komputerowa, PET, rezonans magnetyczny. Istotne są również niektóre badania laboratoryjne, jak np. stężenie Tg, której wzrost odnotowuje się w przypadku raków dobrze zróżnicowanych, w tym raka pęcherzykowego, a także przeciwciała anty-Tg, których wzmożoną ekspresję stwierdza się u 1/4 chorych na raka zróżnicowanego tarczycy.
Do odróżnienia raka pęcherzykowego od raka rdzeniastego może także służyć kalcytonina, której stężenie znacząco wzrasta w przypadku raka rdzeniastego. W rozróżnieniu typów raka przydatność mają także badania molekularne genów. Charakterystyczna dla rozwoju raka pęcherzykowego jest mutacja w obrębie genu PAX8/PPARγ lub genu RAS. Mutacje te mogą jednak występować też w nowotworach łagodnych tarczycy. Ważnym czynnikiem różnicującym poszczególne typy raka może być także mutacja w obrębie genu BRAF, która nigdy nie występuje w przypadku raka pęcherzykowego. Jej obecność nasuwa podejrzenie raka anaplastycznego lub raka brodawkowatego .

## Leczenie
Sposoby leczenia raka pęcherzykowego są bardzo zbliżone do terapii raka brodawkowatego. Metodą z wyboru, kiedy umożliwia to obraz kliniczny, jest leczenie chirurgiczne. Możliwe jest także leczenie terapią jodem=131 lub radioterapia.

## Rokowanie
Dostępne metody leczenia są skuteczne, rak rokuje dobrze. 10-letnie przeżycie szacuje się na poziomie ok. 80%.